# توماس بوسي
توماس بوسي (بالإنجليزية: Thomas Posey)‏ (و. 1750 – 1818 م) هو سياسي من الولايات المتحدة الأمريكية ولد في فيرفاكس.
تولى منصب عضو مجلس الشيوخ الأمريكي .